# WiFi Livre SP
O WiFi Livre SP é um programa de iniciativa da Prefeitura de São Paulo e de uma parceria entre a Secretaria de Serviços e a PRODAM, e tem como objetivo levar internet gratuita e de qualidade disponibilizando um sinal WiFi nas principais praças de cada distrito da capital.